# I-League 2016-2017
L'I-League 2016-2017 (nota come AirTel I-League per motivi di sponsorizzazione) è stata la decima edizione della I-League, il campionato professionistico indiano di calcio per club, dalla sua istituzione nel 2007. Il torneo ha avuto inizio il 7 gennaio 2017.

## Avvenimenti
Il Dempo è stato promosso dalla I-League 2nd Division mentre Salgaocar e SC de Goa si sono ritirate dal campionato. Questo sarà l'ultimo campionato di I-League per il Bengaluru, in quanto dalla prossima stagione passerà nella Indian Super League.

## Squadre
| Squadra            | Città                | Stadio                   |
| ------------------ | -------------------- | ------------------------ |
| Aizawl             | Aizawl, Mizoram      | Rajiv Gandhi Stadium     |
| Bengaluru          | Bangalore, Karnataka | Sree Kanteerava Stadium  |
| Chennai City       | Chennai              | Marina Arena             |
| Churchill Brothers | Goa                  | Fatorda Stadium          |
| DSK Shivajians     | Pune, Maharashtra    | Balewadi Stadium         |
| East Bengal        | Kolkata, West Bengal | Salt Lake Stadium        |
| Minerva Punjab     | Chandigarh           | Guru Nanak Stadium       |
| Mohun Bagan        | Kolkata, West Bengal | Rabindra Sarobar Stadium |
| Mumbai             | Mumbai, Maharashtra  | Cooperage Ground         |
| Shillong Lajong    | Shillong, Meghalaya  | Nehru Stadium            |

## Classifica
|                  | Pos. | Squadra            | Pt | G  | V  | N | P | GF | GS | DR  |
| ---------------- | ---- | ------------------ | -- | -- | -- | - | - | -- | -- | --- |
| India (bandiera) | 1.   | Aizawl             | 37 | 18 | 12 | 3 | 3 | 24 | 14 | 10  |
|                  | 2.   | Mohun Bagan        | 36 | 18 | 10 | 6 | 2 | 27 | 12 | 15  |
|                  | 3.   | East Bengal        | 32 | 18 | 10 | 3 | 5 | 23 | 15 | 8   |
|                  | 4.   | Bengaluru          | 30 | 18 | 8  | 6 | 4 | 30 | 15 | 15  |
|                  | 5.   | Shillong Lajong    | 26 | 18 | 7  | 5 | 6 | 24 | 23 | 1   |
|                  | 6.   | Churchill Brothers | 20 | 18 | 5  | 5 | 8 | 24 | 26 | -2  |
|                  | 7.   | DSK Shivajians     | 18 | 18 | 4  | 6 | 8 | 22 | 30 | -8  |
|                  | 8.   | Chennai City       | 17 | 18 | 4  | 5 | 9 | 15 | 29 | -14 |
|                  | 9.   | Minerva Punjab     | 13 | 18 | 2  | 7 | 9 | 17 | 33 | -16 |
|                  | 10.  | Mumbai             | 13 | 18 | 2  | 7 | 9 | 9  | 28 | -19 |

Legenda:

      Campione I-League e ammessa alle qualificazioni di AFC Champions League 2018.

      Ammessa ai play-off di AFC Champions League 2018.

      Retrocessa in I-League 2nd Division.

## Statistiche

### Classifica marcatori
| Gol |  |  | Giocatore             | Squadra            |
| --- |  |  | --------------------- | ------------------ |
| 11  |  |  | Aser Pierrick Dipanda | Shillong Lajong    |
| 9   |  |  | Willis Plaza          | East Bengal        |
| 8   |  |  | Wedson Anselme        | East Bengal        |
| 8   |  |  | Darryl Duffy          | Mohun Bagan        |
| 7   |  |  | Sunil Chhetri         | Bengaluru          |
| 7   |  |  | C.K. Vineeth          | Bengaluru          |
| 6   |  |  | Kamo Stephane Bayi    | Aizawl             |
| 6   |  |  | Ansumana Kromah       | Churchill Brothers |
| 5   |  |  | Bektur Talgat Uulu    | Churchill Brothers |
| 5   |  |  | Jeje Lalpekhlua       | Mohun Bagan        |
| 5   |  |  | Robin Singh           | East Bengal        |